# Municipio Arroyo Seco
Koordinaten: 21° 30′ N, 99° 39′ W
Arroyo Seco ist ein Municipio im mexikanischen Bundesstaat Querétaro. Das Municipio umfasst eine Fläche von 734 km². Im Jahr 2010 hatte Pinal de Amoles eine Bevölkerung von 12.910 Einwohnern. Verwaltungssitz des Municipios ist das gleichnamige Arroyo Seco, einwohnerreichster Ort hingegen ist Purísima de Arista.
Im Municipio liegt ein Teil des Biosphärenreservats Sierra Gorda.

## Geographie
Das Municipio Arroyo Seco liegt im Norden des Bundesstaats Querétaro auf einer Höhe zwischen 400 m und 2600 m. Es zählt zuz Gänze zur physiographischen Provinz der Sierra Madre Oriental und liegt vollständig im Einzugsgebiet des Río Pánuco und entwässert damit in den Golf von Mexiko. Vorherrschende Gesteinstypen sind die Sedimentgesteine Kalkstein (73 %) und Kalkstein-Lutit (13 %) bei 8,5 % Basalt. Bodentyp von 41 % des Municipios ist der Leptosol, gefolgt von 38 % Luvisol, 10 % Cambisol und 6 % Vertisol. Etwa 81 % der Gemeindefläche sind bewaldet, 12 % dienen dem Ackerbau, 6 % als Weideland.
Das Municipio Arroyo Seco grenzt an die Municipios Jalpan de Serra und Pinal de Amoles sowie an die Bundesstaaten Guanajuato und San Luis Potosí.

## Bevölkerung
Beim Zensus 2010 wurden im Municipio 12.910 Menschen in 3.284 Wohneinheiten gezählt. Davon wurden 51 Personen als Sprecher einer indigenen Sprache registriert. Gut 14,5 % der Bevölkerung waren Analphabeten. 3.451 Einwohner wurden als Erwerbspersonen registriert, wovon 76 % Männer bzw. knapp 14 % arbeitslos waren. 19 Prozent der Bevölkerung lebten in extremer Armut.

## Orte
Das Municipio Arroyo Seco umfasst 88 bewohnte localidades, von denen nur der Hauptort vom INEGI als urban klassifiziert ist. Drei Orte wiesen beim Zensus 2010 eine Einwohnerzahl von über 1000 auf, 62 Orte hatten weniger als 100 Einwohner. Die größten Orte sind:
| Ort                | Einwohner |
| Purísima de Arista | 2304      |
| Arroyo Seco        | 1425      |
| Concá              | 1213      |